# UCI Asia Tour de 2010-2011
O UCI Asia Tour de 2010-2011 foi a sétima edição do calendário ciclístico internacional asiático. Contou com 34 carreiras e iniciou-se a 10 de outubro de 2010 no Japão, com o Kumamoto International Road Race e finalizou a 30 de setembro de 2011 na Síria com a Golan I.
O ganhador a nível individual foi por segundo ano consecutivo o iraniano Mehdi Sohrabi, seguido pelo uzbeco Muradjan Halmuratov e o iraniano Amir Zargari. Tabriz Petrochemical, foi a esquadra ganhadora por equipas, enquanto por países foi o Irão o vencedor. Na classificação sub-23 o ganhador foi a Malásia

## Calendário
Contou com as seguintes carreiras, tanto por etapas como de um dia.

### Outubro de 2010
| Data     | Carreira                         | Cat. | Ganhador           | Equipa do ganhador   |
| -------- | -------------------------------- | ---- | ------------------ | -------------------- |
| 10       | Kumamoto International Road Race | 1.2  | Takashi Miyazawa   | Nippo                |
| 11 ao 19 | Tour de Hainan                   | 2.hc | Valentin Iglinskiy | Astana               |
| 22 ao 24 | Tour de Seul                     | 2.2  | Tomasz Marczynski  | CCC Polsat Polkowice |
| 23       | Tour do Lago Taihu               | 1.2  | David Kemp         | Fly V Australia      |
| 24       | Japan Cup                        | 1.hc | Daniel Martin      | Garmin-Transitions   |
| 24 ao 3  | Tour da Indonésia                | 2.2  | Herwin Jaya        | Polygon Sweet Nice   |

### Novembro de 2010
| Data    | Carreira        | Cat. | Ganhador           | Equipa do ganhador   |
| ------- | --------------- | ---- | ------------------ | -------------------- |
| 13 e 14 | Tour de Okinawa | 2.2  | Shinichi Fukushima | Geumsan Ginseng-Asia |

### Dezembro de 2010
| Data | Carreira                        | Cat. | Ganhador      | Equipa do ganhador |
| ---- | ------------------------------- | ---- | ------------- | ------------------ |
| 12   | Tour do Mar da China Meridional | 1.2  | Kazuhiro Mori | Aisan Racing       |

### Janeiro de 2011
| Data    | Carreira         | Cat. | Ganhador          | Equipa do ganhador          |
| ------- | ---------------- | ---- | ----------------- | --------------------------- |
| 23 ao 1 | Tour de Langkawi | 2.hc | Jonathan Monsalve | Androni Giocattoli-C.I.P.I. |

### Fevereiro de 2011
| Data     | Carreira                           | Cat. | Ganhador        | Equipa do ganhador   |
| -------- | ---------------------------------- | ---- | --------------- | -------------------- |
| 6 ao 11  | Tour de Catar                      | 2.1  | Mark Renshaw    | HTC-Highroad         |
| 11       | Tour de Mumbai I                   | 1.1  | Elia Viviani    | Liquigas-Cannondale  |
| 13       | Tour de Mumbai II                  | 1.1  | Robert Hunter   | Team RadioShack      |
| 15 ao 20 | Tour de Omã                        | 2.1  | Robert Gesink   | Rabobank             |
| 17       | Campeonato Asiático Contrarrelógio | CC   | Eugen Wacker    | Quirguistão          |
| 19       | Campeonato Asiático em Estrada     | CC   | Yukiya Arashiro | Japão                |
| 24 ao 28 | Kerman Tour                        | 2.2  | Mehdi Sohrabi   | Tabriz Petrochemical |

### Março de 2011
| Data     | Carreira         | Cat. | Ganhador        | Equipa do ganhador   |
| -------- | ---------------- | ---- | --------------- | -------------------- |
| 8 ao 13  | Jelajah Malaysia | 2.2  | Mehdi Sohrabi   | Tabriz Petrochemical |
| 19 ao 28 | Tour de Taiwan   | 2.2  | Markus Eibegger | Tabriz Petrochemical |

### Abril de 2011
| Data     | Carreira                  | Cat. | Ganhador      | Equipa do ganhador   |
| -------- | ------------------------- | ---- | ------------- | -------------------- |
| 1 ao 6   | Tour da Tailândia         | 2.2  | Tobias Erler  | Tabriz Petrochemical |
| 15 ao 24 | Tour da Coreia            | 2.2  | Ki Ho Choi    | Hong Kong China      |
| 16 ao 19 | Tour das Filipinas        | 2.2  | Rahim Ememi   | Azad University      |
| 24       | Melaka Chief Minister Cup | 1.2  | Hassan Maleki | Suren                |

### Maio de 2011
| Data     | Carreira                      | Cat. | Ganhador          | Equipa do ganhador         |
| -------- | ----------------------------- | ---- | ----------------- | -------------------------- |
| 13 ao 18 | Tour do Azerbaijão            | 2.2  | Mehdi Sohrabi     | Tabriz Petrochemical       |
| 25 ao 29 | International Presidency Tour | 2.2  | Amir Zargari      | Azad University            |
| 26 ao 29 | Tour de Kumano                | 2.2  | Fortunato Baliani | D'Angelo & Antenucci-Nippo |

### Junho 2011
| Data    | Carreira          | Cat. | Ganhador     | Equipa do ganhador |
| ------- | ----------------- | ---- | ------------ | ------------------ |
| 6 ao 12 | Tour de Singkarak | 2.2  | Amir Zargari | Azad University    |

### Julho de 2011
| Data    | Carreira              | Cat. | Ganhador       | Equipa do ganhador |
| ------- | --------------------- | ---- | -------------- | ------------------ |
| 2 ao 10 | Volta ao Lago Qinghai | 2.hc | Gregor Gazvoda | Perutnina Ptuj     |

### Setembro de 2011
| Data     | Carreira              | Cat. | Ganhador             | Equipa do ganhador         |
| -------- | --------------------- | ---- | -------------------- | -------------------------- |
| 1 ao 5   | Tour de Milad du Nour | 2.2  | Ghader Mizbani       | Tabriz Petrochemical       |
| 7 ao 11  | Tour de Brunei        | 2.2  | Shinichi Fukushima   | Terengganu                 |
| 10 ao 20 | Tour da China         | 2.1  | Muradjan Halmuratov  | Giant Kenda                |
| 16 ao 19 | Tour de Hokkaido      | 2.2  | Miguel Ángel Rubiano | D'Angelo & Antenucci-Nippo |
| 24 ao 25 | Tour de Java Oriental | 2.2  | Hossein Jahanbanian  | Tabriz Petrochemical       |
| 28       | Golan I               | 1.2  | Vladimir Tuychiev    | Uzbekistan                 |
| 30       | Golan II              | 1.2  | Fadi Shekhoni        | Síria                      |

## Classificações

### Individual
| Posição | Ciclista            | Pontos |
| ------- | ------------------- | ------ |
| 1       | Mehdi Sohrabi       | 327    |
| 2       | Muradjan Halmuratov | 239    |
| 3       | Amir Zargari        | 218    |
| 4       | Libardo Menino      | 208    |
| 5       | Boris Shpilevsky    | 203    |
| 6       | Gregor Gazvoda      | 183    |
| 7       | Yukiya Arashiro     | 172    |
| 8       | Andrea Guardini     | 167    |
| 9       | Hossein Askari      | 153    |
| 10      | Rahim Ememi         | 149    |

### Equipas
| Posição | Equipa                    | Pontos |
| ------- | ------------------------- | ------ |
| 1       | Tabriz Petrochemical      | 1.183  |
| 2       | Azad University           | 663    |
| 3       | Giant Kenda               | 596,67 |
| 4       | Terengganu                | 371    |
| 5       | Farnese Vini-Neri Sottoli | 340    |

### Países
| Posição | País        | Pontos |
| ------- | ----------- | ------ |
| 1       | Irão        | 1.436  |
| 2       | Japão       | 1.012  |
| 3       | Uzbequistão | 449    |
| 4       | Malásia     | 374    |
| 5       | Cazaquistão | 348    |

### Países sub-23
| Posição | País          | Pontos |
| ------- | ------------- | ------ |
| 1       | Malásia       | 169    |
| 2       | Coreia do Sul | 152    |
| 3       | Cazaquistão   | 123    |
| 4       | Hong Kong     | 100    |
| 5       | Mongólia      | 81     |